# 勒雷库
勒雷库（法語：Le Recoux）是法国洛泽尔省的一个市镇，属于弗洛拉克区（Florac）勒马塞格罗县（Le Massegros）。该市镇总面积23.69平方公里，2009年时的人口为123人。

## 人口
勒雷库人口变化图示